# ماریو رونکو جونیور
ماریو رونکو جونیور (به انگلیسی: Mario Runco, Jr.) فضانورد اهل کشور ایالات متحده آمریکا است که در ۲۶ ژانویهٔ ۱۹۵۲ میلادی در نیویورک زاده شد. وی در مأموریت اس‌تی‌اس-۴۴، اس‌تی‌اس-۵۴، اس‌تی‌اس-۷۷ حضور داشته است.